# Mercedes-Benz S osztály
A Mercedes-Benz S osztály egy felsőkategóriás luxuslimuzin, amelyet a német Mercedes-Benz AG gyárt 1954 óta, de csak 1972 óta S osztály néven. Összesen 7 generációja van.

### W180/W128 "Ponton" (1954–1959)

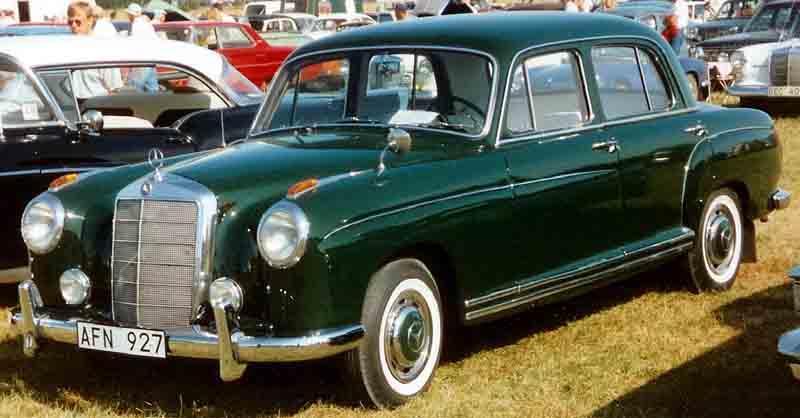
Mercedes-Benz W180

### W111/W112 "Fintail" (1959–1965)

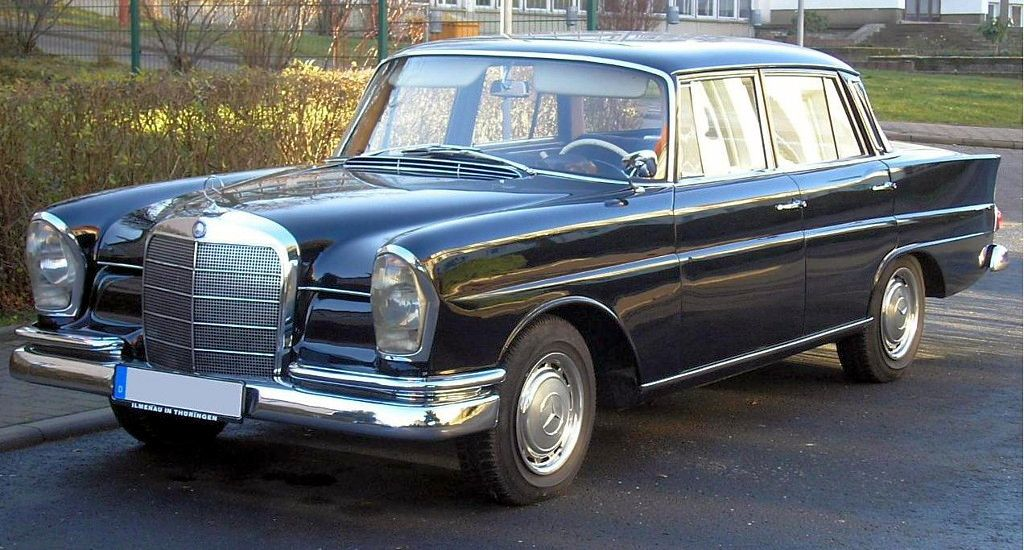
Mercedes-Benz W111

## Elődmodellek

### W108/W109 (1965–1972)

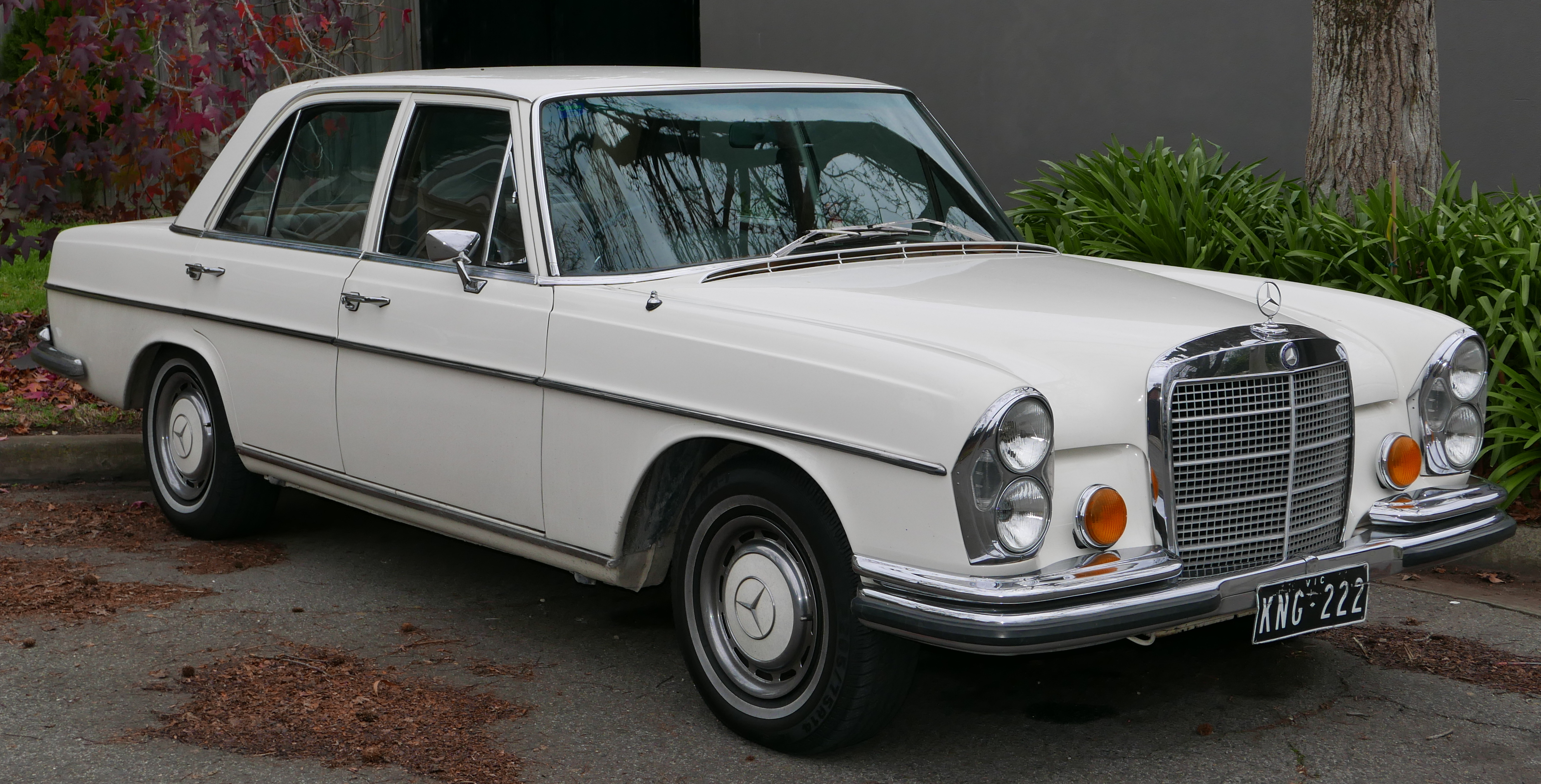
Mercedes-Benz W108

Ez a modell volt az első, amelybe V8-as motort építettek.

## S osztály

### Az első generáció (W116; 1972–1980)

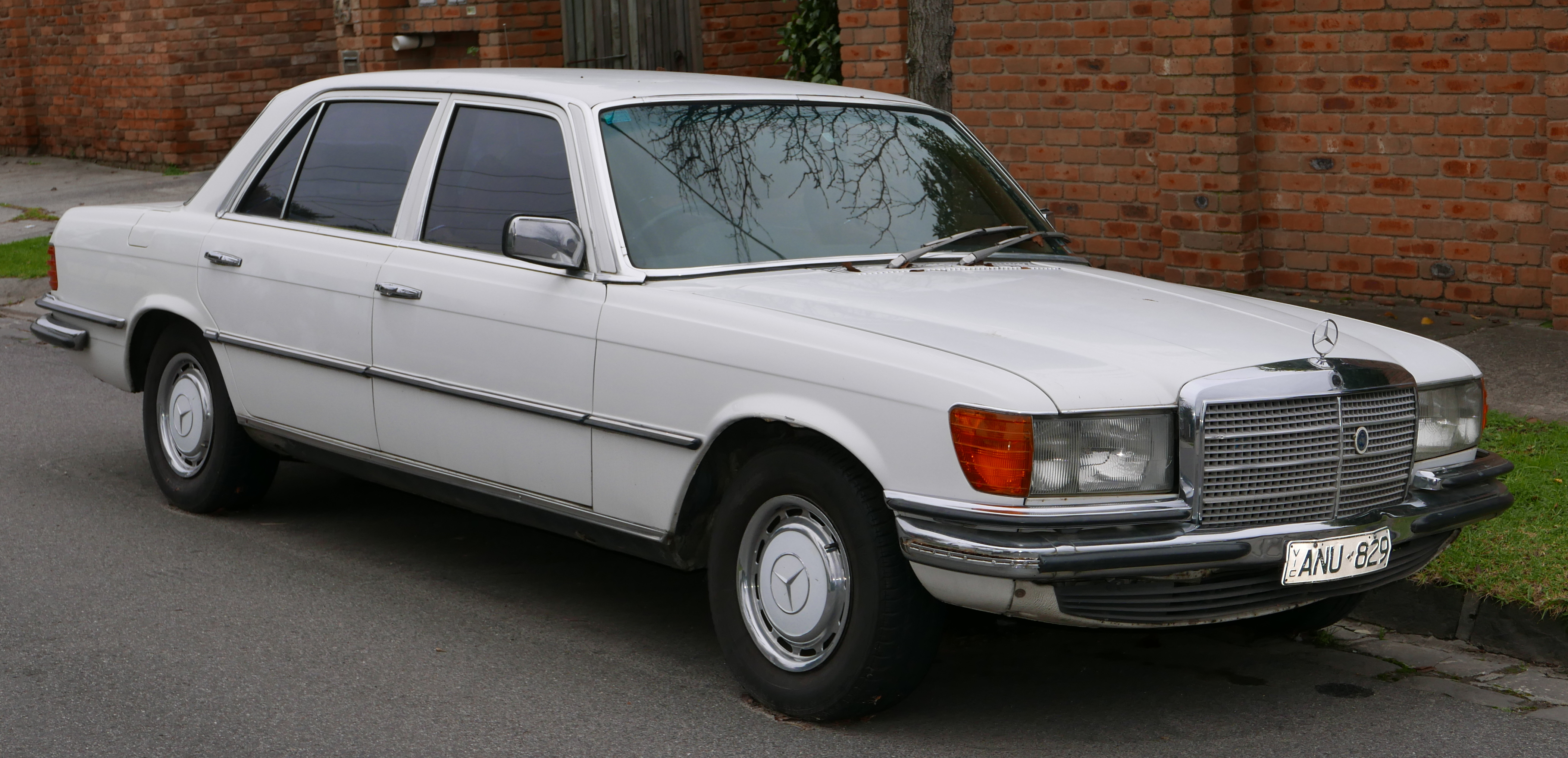
Mercedes-Benz W116

A hetvenes évekre a Mercedesnél úgy gondolták, hogy ideje olyan autót gyártani, amivel fel tudják venni a versenyt a többi nagy autóval szemben, az amerikai piacon. Az addig gyártott autók sem voltak kicsinek nevezhetők, de az amerikai monstrumokhoz képest az nem voltak versenyképesek. Megszületett hát a W116-os modell, ami kifejezetten erre a piacra lett tervezve. Nemcsak a karosszéria lett gigantikusan nagy, de megjelent egy vadonatúj fejlesztésű benzinmotor is a 6900 cm3-es (6,9 l) V8-as a 450SEL 6.9-es modellben. Ehhez három sebességes automata váltó csatlakozott. A modell számtalan új fejlesztéssel rendelkezett, ilyen volt pl. az automata klímaberendezés. A motorpalettája sokkal bővebb volt, mint elődjének, már csak azért is mert megjelent benne a 300-as szívódízel és turbódízel öthengeres motor. Utóbbi nagy sikert aratott az Egyesült Államokban.

### A második generáció (W126; 1979–1991)

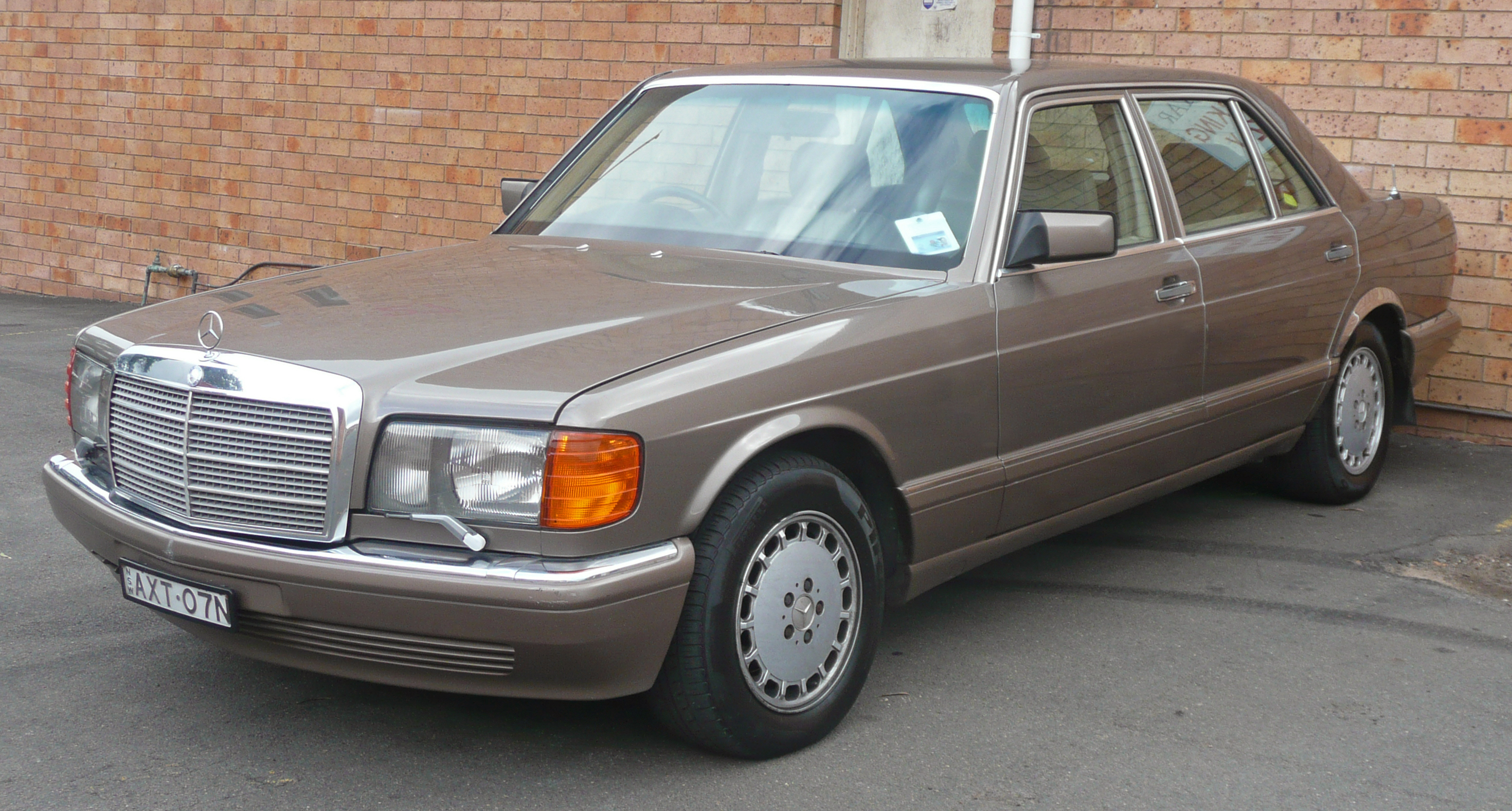
Mercedes-Benz W126

Ezt a modellt 1979-ben mutatták be a frankfurti autószalonon. 1980-ban került sorozatgyártásra, és a márka egyik legsikeresebb szériájává nőtte ki magát. Leginkább V8-as motorral szerelték, de természetesen nem maradhatott ki a választékból a soros hathengeres, és a dízelmotorok sem. Egészen 1985-ig csak öthengeres dízelmotorral lehetett kapni, majd ekkor bemutatkozott a Mercedes történetében az első, személyautóhoz rendelhető 3000 cm3-es soros hathengeres szívó és turbódízel. Ehhez ötsebességes mechanikus vagy négysebességes váltómű csatlakozott. Új fejlesztés volt még az 5600 cm3-es V8-as, ami nemcsak gazdaságosabb volt elődjeinél, hanem 279 lóerejével igazi erőgépnek is számított. Kizárólag (mint minden V8-ast) automata sebességváltóval szerelték.

### A harmadik generáció (W140; 1991–1998)

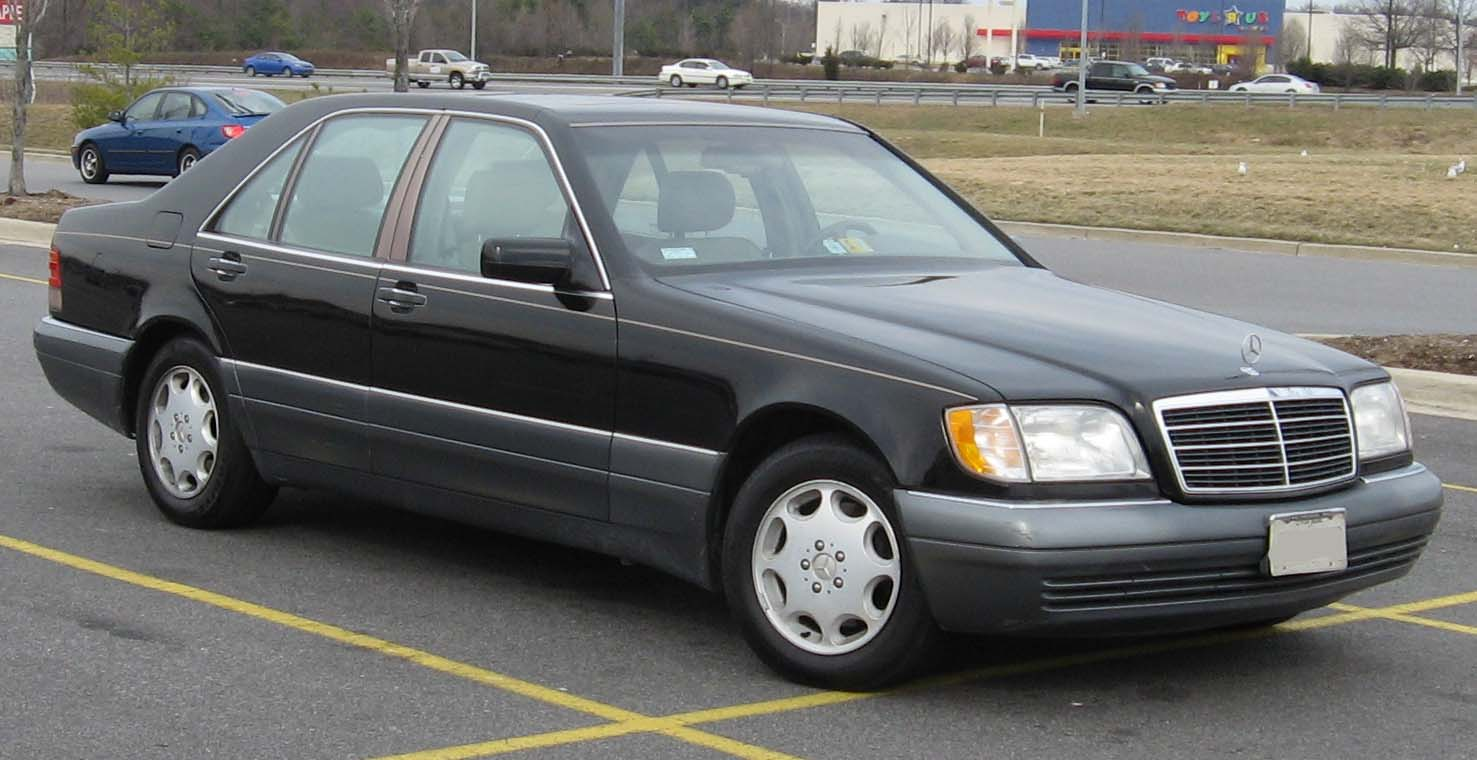
Mercedes-Benz W140

A W140-es "bálna" nem hiába kapta becenevét; méreteivel minden idők legnagyobb S osztályú autója. A szériába rengeteg biztonsági fejlesztést építettek bele. Megjelent az ETS, az ESP, az ASR, EBV és még sorolhatnánk. A motorpalettán már csak dupla vezérműtengellyel ellátott motorok voltak, és a legnagyobb (brutális) újdonság volt, a 600SEL (később S600) V12-es 6000 cm3-es motor, ami 408 lóerőt továbbított a kerekekhez. Ötsebességes váltómű csatlakozott a motorhoz, és az extralistája "végtelen" volt. Persze az alapfelszereltség sem volt szerénynek mondható. Szériában járt az ajtószervó, a biztonsági ablakemelő, infrarendszer és tolatóradar. Az 1995-ös modellfrissítés után megjelent az új, 300-as turbódízel motor, dupla vezérműtengellyel és 24 szeleppel.

### A negyedik generáció (W220; 1998–2006)

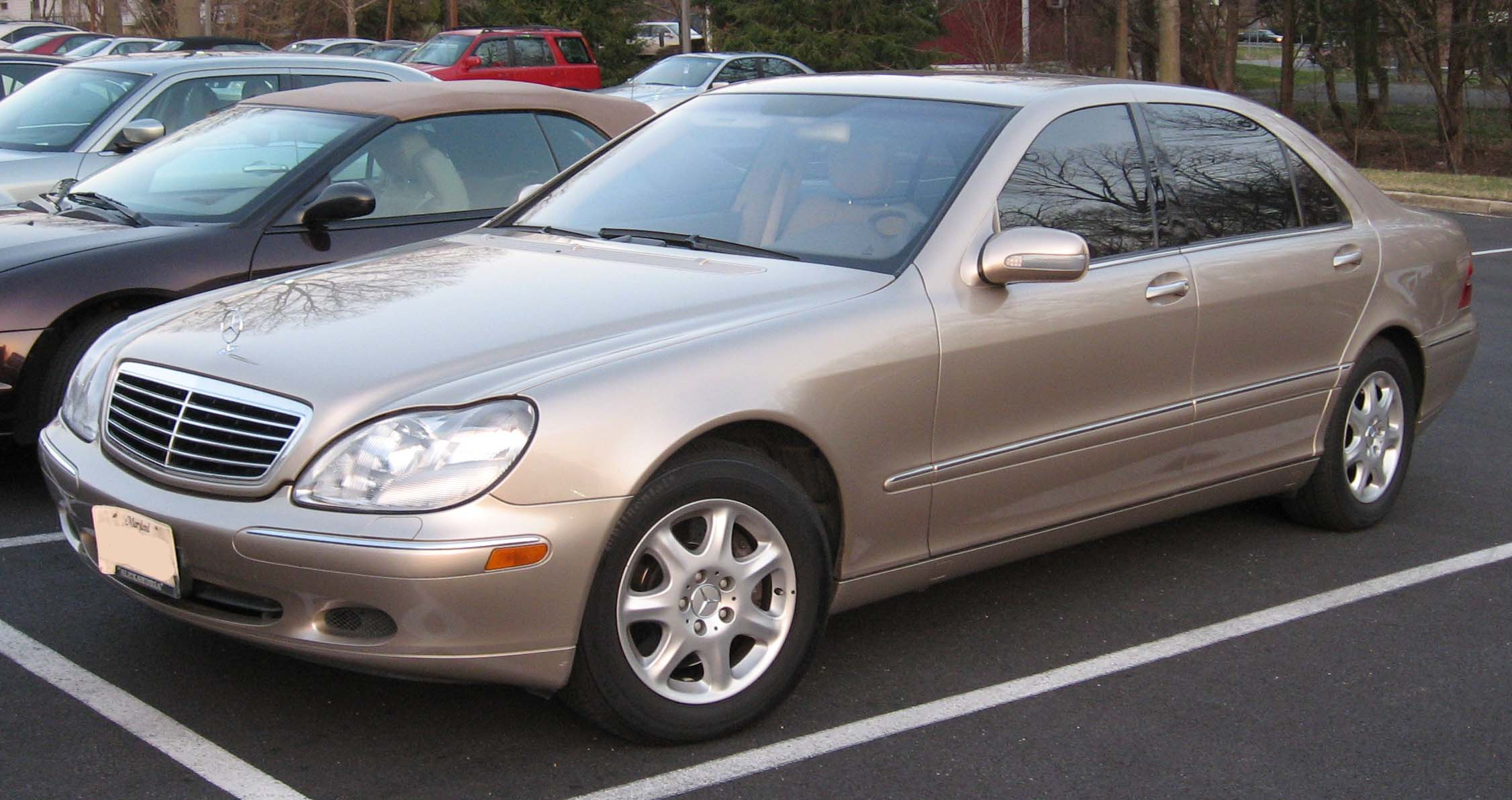
Mercedes-Benz W220

1998-ban mutatkozott be a párizsi autószalonon a W220-as modell, és még abban az évben elkezdődött a sorozatgyártása.
A motorpaletta lényegében nem változott (a benzineseket tekintve), viszont a dízelek terén megjelentek az új Common rail motorok. A szenzáció a V8-as S400CDI volt, amely duplaturbóval rendelkezett és 250 lóerő teljesítménnyel. Ezt a szériát kizárólag ötsebességes, szekvenciális váltóval szerelték. Később a 2002-es modellfrissítésnél jelent meg az új 5500 cm3-es V12-es bi-turbo motor, 500 lóerővel. Még ugyanekkor bemutatták a szintén 12-hengeres bi-turbó S65 AMG-t, ami 612 lóerőt és 1000 Nm nyomatékot adott le. Végsebessége az elektronikus szabályozás miatt "csak" 250 km/h, de 360-ig skálázott kilométerórája mindent elárul.
Mára hírneve eléggé leromlott a - már újonnan is - gyakran elromló bizonyos alkatrészei, főleg a légrugói miatt, valamint a rossz alvázvédelemnek és egy újfajta festéknek köszönhetően hajlamos a gyors és nagymértékű korrózióra.

### Az ötödik generáció (W221; 2005–2013)

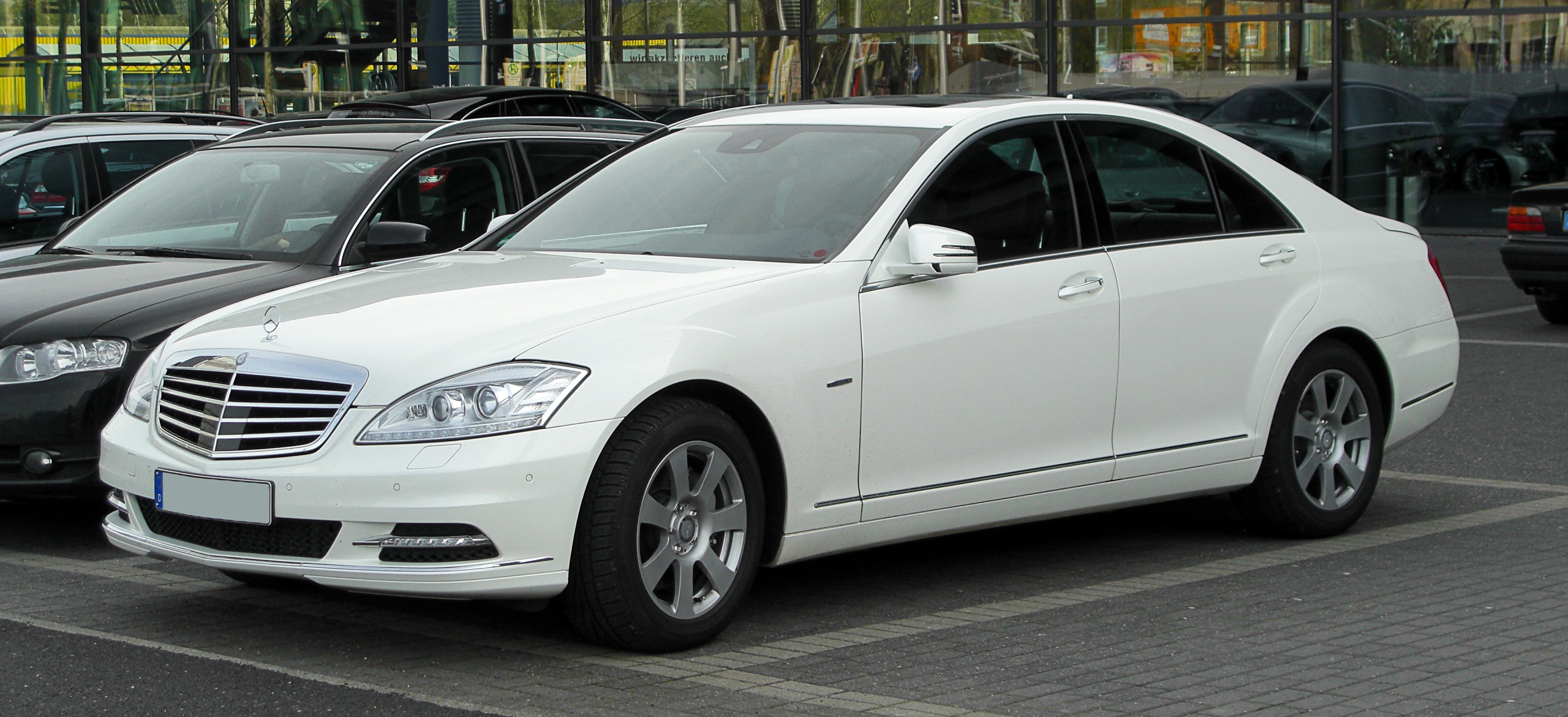
Mercedes-Benz W221

Az új W221-es szériát 2005-től 2013-ig gyártották. A dízelek között 2010-ben megjelent az első, S osztályba szerelt 4-hengeres 250CDI. Csak hétsebességes automata váltóval volt kapható.

### A hatodik generáció (W222; 2013–2020)

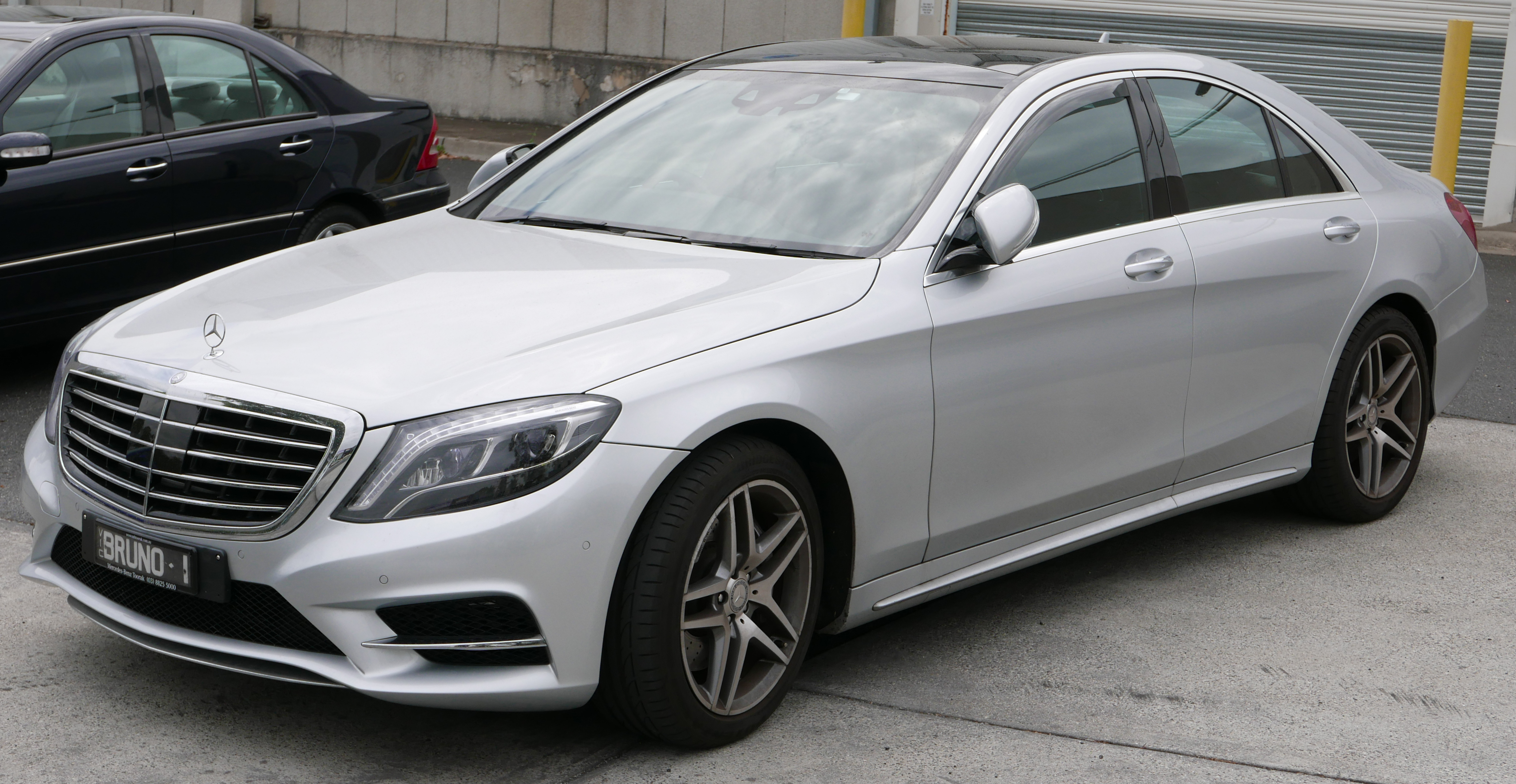
Mercedes-Benz W222

### A hetedik generáció (W223; 2020-tól)

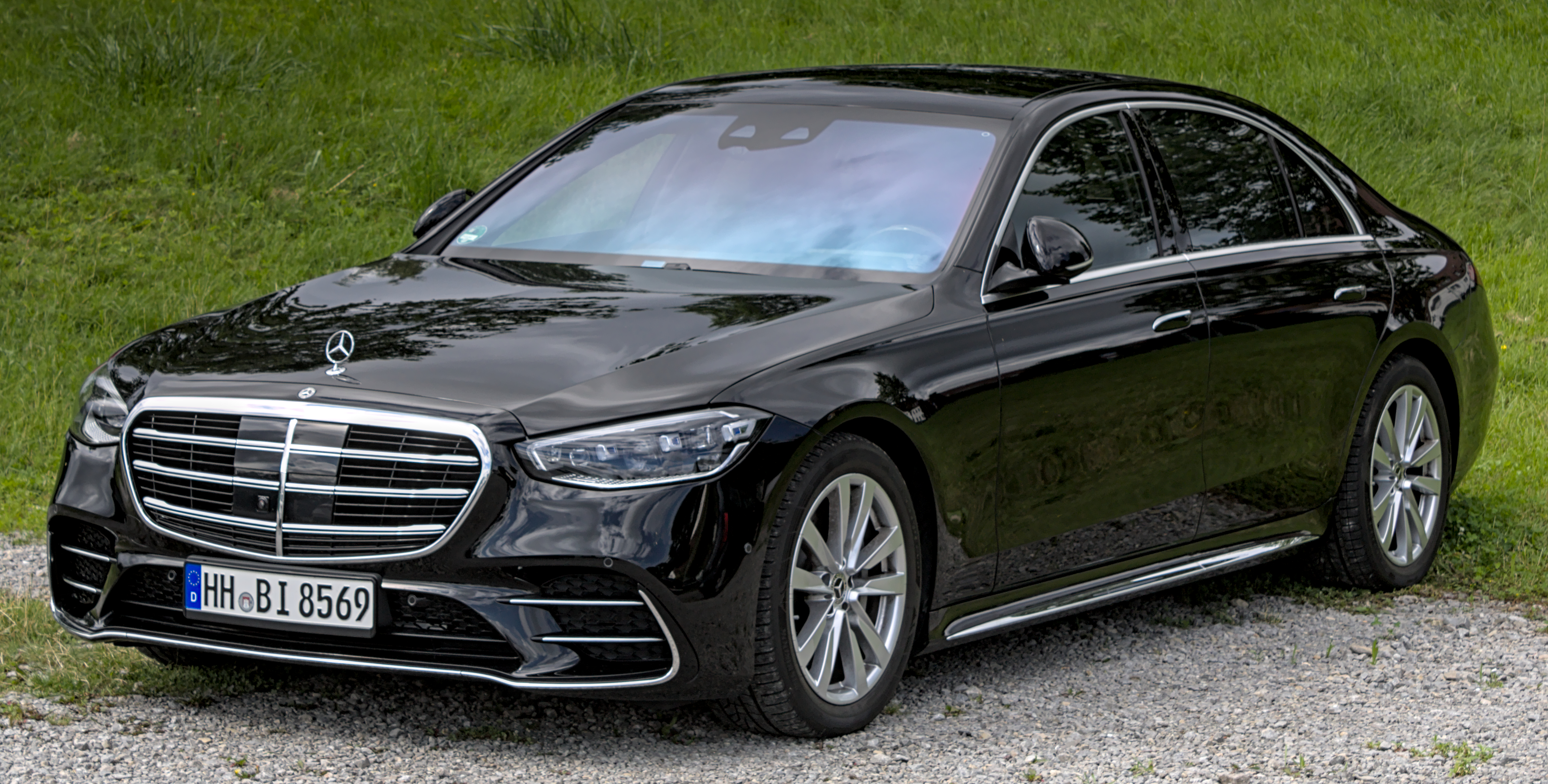
Mercedes-Benz W223

## Fordítás
Ez a szócikk részben vagy egészben  a   Mercedes-Benz S-Class című angol Wikipédia-szócikk fordításán alapul.  Az eredeti cikk szerkesztőit annak laptörténete sorolja fel. Ez a jelzés csupán a megfogalmazás eredetét és a szerzői jogokat jelzi, nem szolgál a cikkben szereplő információk forrásmegjelöléseként.